# Poix-de-Picardie
Poix-de-Picardie és un municipi francès situat al departament del Somme i a la regió dels Alts de França. L'any 2007 tenia 2.353 habitants.

## Demografia

### Població

El 2007 la població de fet de Poix-de-Picardie era de 2.353 persones. Hi havia 886 famílies de les quals 261 eren unipersonals (117 homes vivint sols i 144 dones vivint soles), 280 parelles sense fills, 259 parelles amb fills i 86 famílies monoparentals amb fills.
La població ha evolucionat segons el següent gràfic:
Habitants censats

### Habitatges

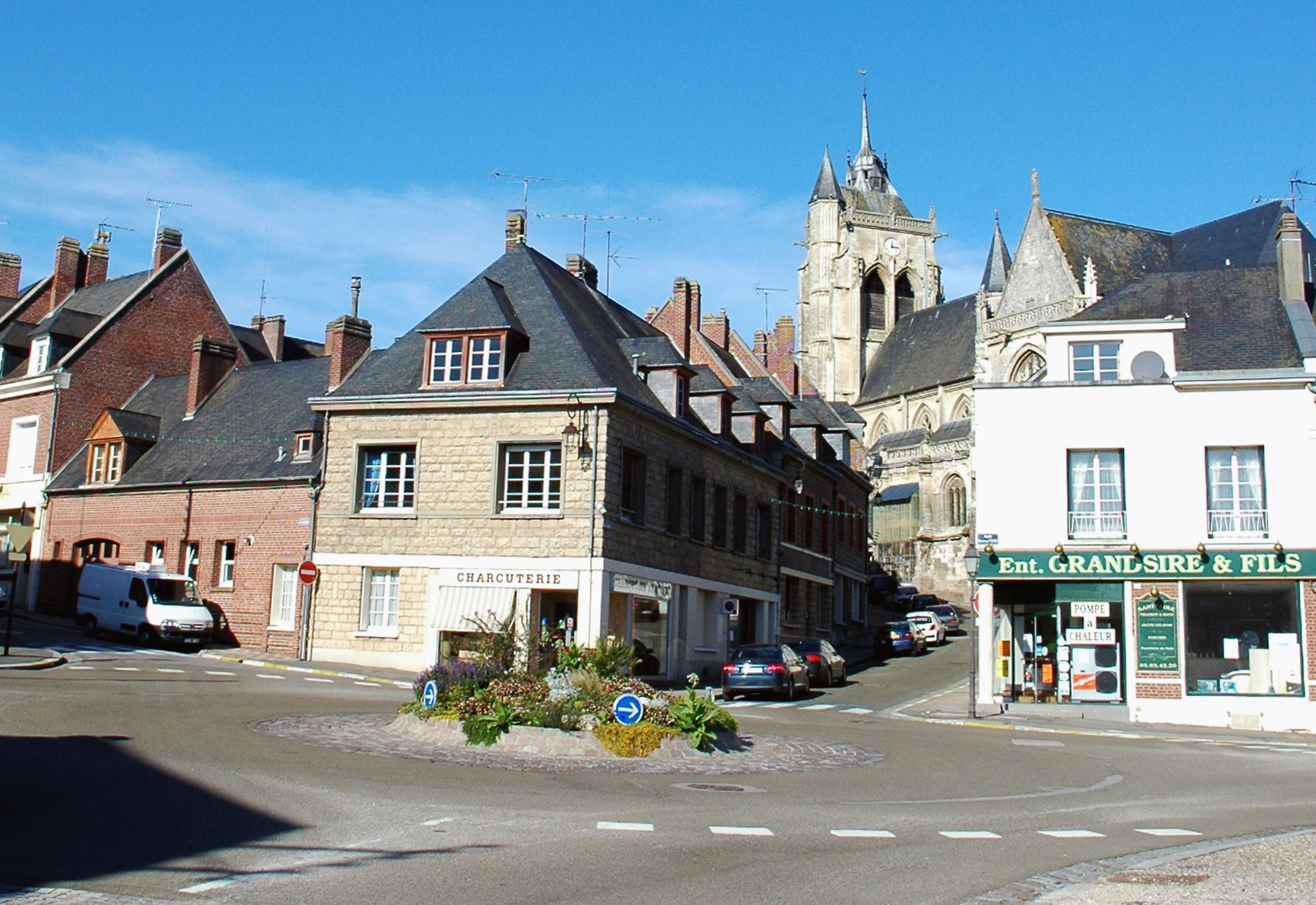

El 2007 hi havia 965 habitatges, 903 eren l'habitatge principal de la família, 26 eren segones residències i 36 estaven desocupats. 799 eren cases i 161 eren apartaments. Dels 903 habitatges principals, 486 estaven ocupats pels seus propietaris, 390 estaven llogats i ocupats pels llogaters i 27 estaven cedits a títol gratuït; 13 tenien una cambra, 75 en tenien dues, 191 en tenien tres, 252 en tenien quatre i 372 en tenien cinc o més. 613 habitatges disposaven pel capbaix d'una plaça de pàrquing. A 465 habitatges hi havia un automòbil i a 253 n'hi havia dos o més.

### Piràmide de població

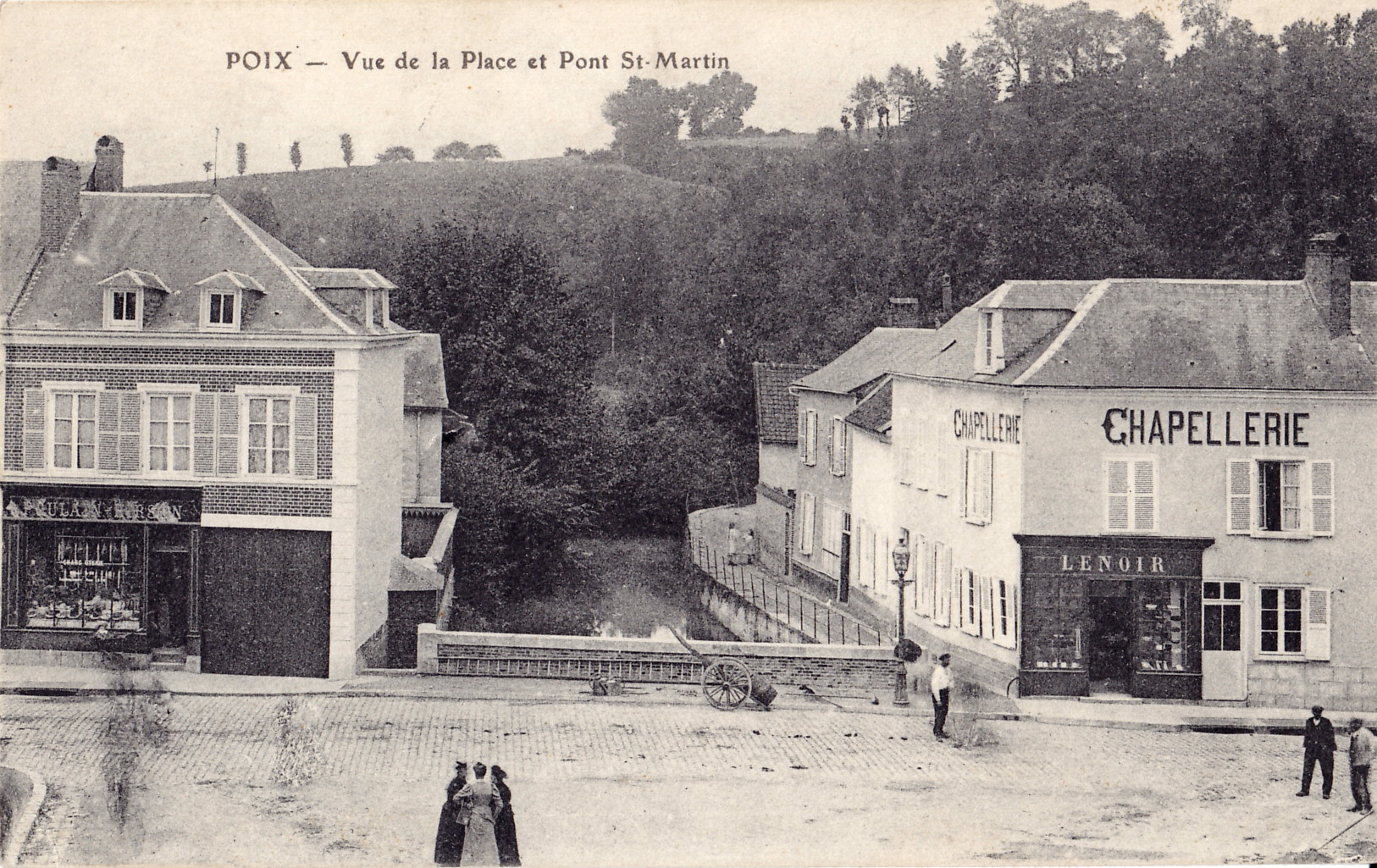

La piràmide de població per edats i sexe el 2009 era:
| Homes | Edats   | Dones |
| ----- | ------- | ----- |
| 0     | 95 o +  | 16    |
| 12    | 90 a 94 | 16    |
| 20    | 85 a 89 | 24    |
| 12    | 80 a 84 | 28    |
| 32    | 75 a 79 | 52    |
| 64    | 70 a 74 | 48    |
| 60    | 65 a 69 | 60    |
| 56    | 60 a 64 | 40    |
| 56    | 55 a 59 | 40    |
| 96    | 50 a 54 | 80    |
| 88    | 45 a 49 | 48    |
| 80    | 40 a 44 | 60    |
| 68    | 35 a 39 | 40    |
| 108   | 30 a 34 | 88    |
| 100   | 25 a 29 | 120   |
| 84    | 20 a 24 | 64    |
| 84    | 15 a 19 | 52    |
| 64    | 10 a 14 | 44    |
| 80    | 5 a 9   | 44    |
| 72    | 0 a 4   | 60    |

## Economia

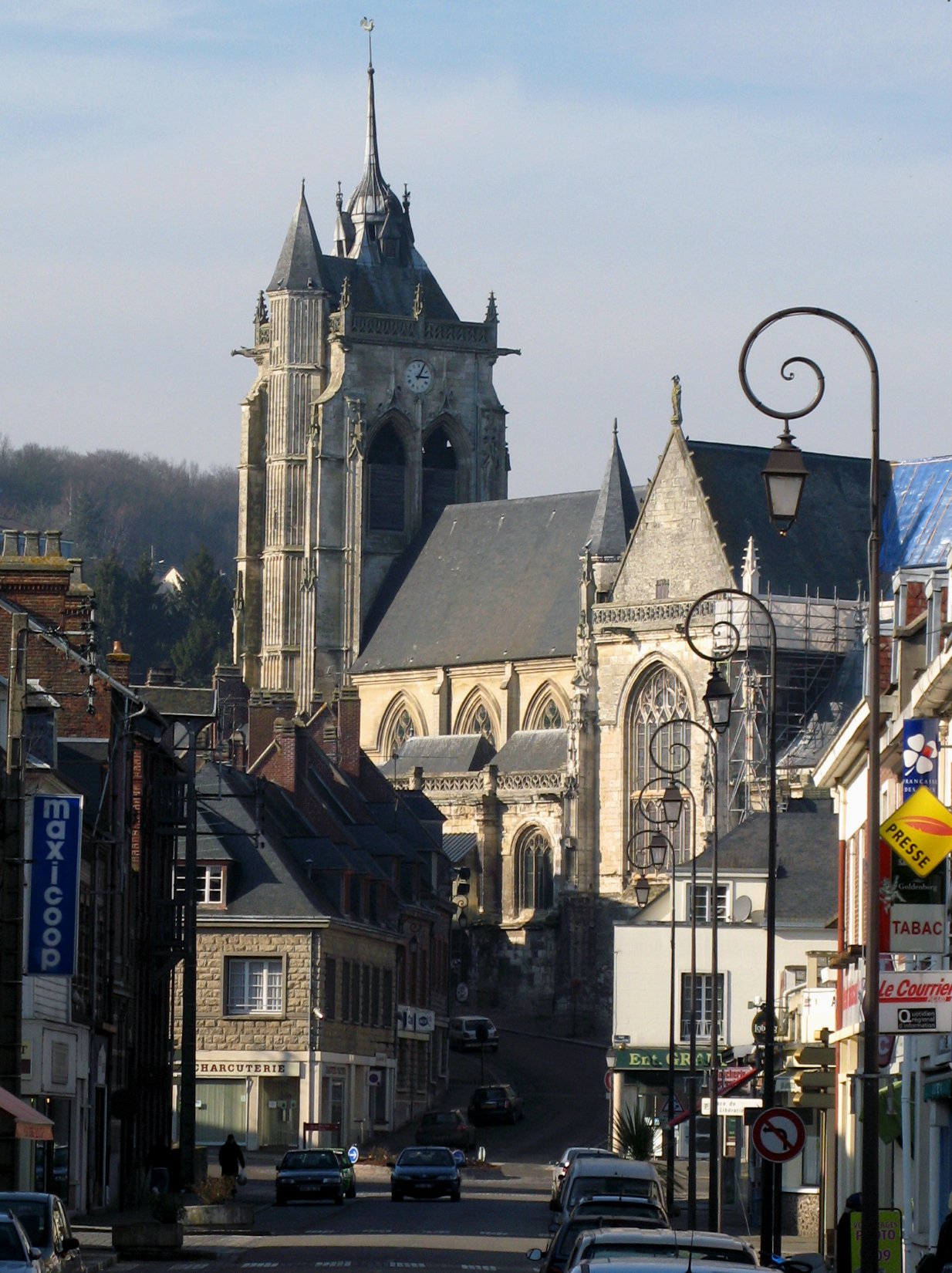

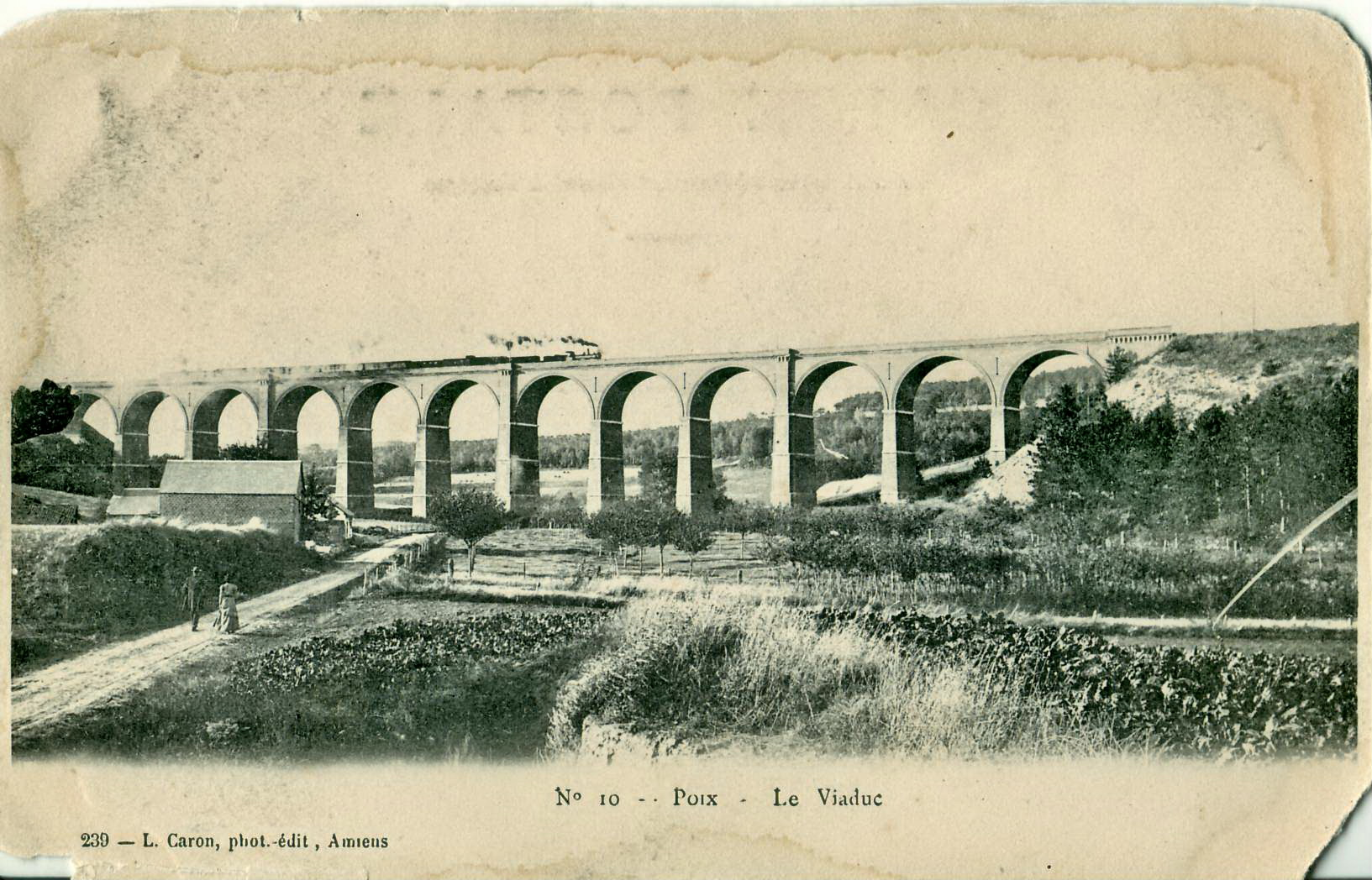

El 2007 la població en edat de treballar era de 1.518 persones, 1.026 eren actives i 492 eren inactives. De les 1.026 persones actives 882 estaven ocupades (487 homes i 395 dones) i 142 estaven aturades (67 homes i 75 dones). De les 492 persones inactives 93 estaven jubilades, 118 estaven estudiant i 281 estaven classificades com a «altres inactius».

### Ingressos
El 2009 a Poix-de-Picardie hi havia 967 unitats fiscals que integraven 2.215 persones, la mediana anual d'ingressos fiscals per persona era de 16.700 €.

### Activitats econòmiques

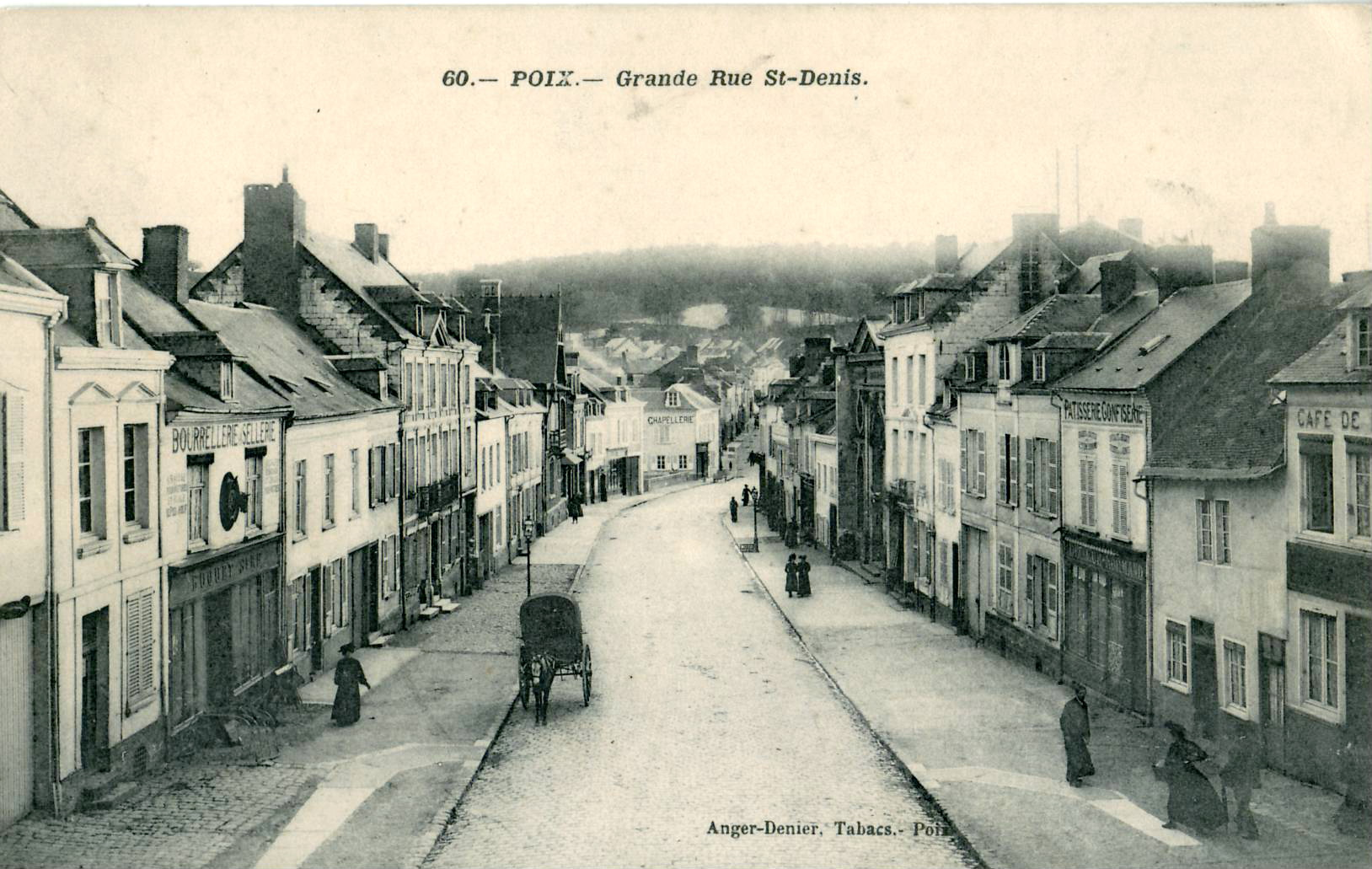

Dels 124 establiments que hi havia el 2007, 2 eren d'empreses alimentàries, 6 d'empreses de fabricació d'altres productes industrials, 12 d'empreses de construcció, 30 d'empreses de comerç i reparació d'automòbils, 6 d'empreses de transport, 7 d'empreses d'hostatgeria i restauració, 3 d'empreses d'informació i comunicació, 10 d'empreses financeres, 3 d'empreses immobiliàries, 15 d'empreses de serveis, 23 d'entitats de l'administració pública i 7 d'empreses classificades com a «altres activitats de serveis».
Dels 34 establiments de servei als particulars que hi havia el 2009, 1 era una oficina d'administració d'Hisenda pública, 1 gendarmeria, 1 oficina de correu, 3 oficines bancàries, 1 funerària, 4 tallers de reparació d'automòbils i de material agrícola, 1 taller d'inspecció tècnica de vehicles, 1 autoescola, 2 paletes, 2 fusteries, 2 electricistes, 3 empreses de construcció, 4 perruqueries, 1 veterinari, 4 restaurants, 1 agència immobiliària i 2 salons de bellesa.
Dels 13 establiments comercials que hi havia el 2009, 1 era un hipermercat, 1 una botiga de més de 120 m², 2 fleques, 1 una fleca, 1 una peixateria, 1 una llibreria, 1 una botiga d'equipament de la llar, 1 una sabateria, 1 una botiga de mobles, 1 una perfumeria i 2 floristeries.
L'any 2000 a Poix-de-Picardie hi havia 13 explotacions agrícoles que ocupaven un total de 546 hectàrees.

## Equipaments sanitaris i escolars
El 2009 hi havia 3 farmàcies i 2 ambulàncies.
El 2009 hi havia 1 escola maternal i 2 escoles elementals. Poix-de-Picardie disposava d'un col·legi d'educació secundària amb 349 alumnes.

## Poblacions més properes
El següent diagrama mostra les poblacions més properes.